# أليساندرو دي مارشي
اليساندرو دي مارشي (بالإيطالية: Alessandro De Marchi) مواليد 19 مايو 1986 في إيطاليا، هو دراج إيطالي في صنف سباق الدراجات على الطريق وعلى المضمار.

## سجل النتائج

### سباقات أو مراحل فاز بها
- طواف إسبانيا

## روابط خارجية
- أليساندرو دي مارشي على موقع الاتحاد الدولي للدراجات (الإنجليزية)
- أليساندرو دي مارشي على موقع أرشيف الدراجات (الإنجليزية)
- أليساندرو دي مارشي على موقع إحصائيات الدراجات الإحترافية (الإنجليزية)
- أليساندرو دي مارشي على موقع نسبة الدراجات (الإنجليزية)
- أليساندرو دي مارشي على موقع CycleBase (الإنجليزية)
- أليساندرو دي مارشي على موقع اللجنة الأولمبية الدولية (الإنجليزية)
- أليساندرو دي مارشي على موقع أوليمبيديا (الإنجليزية)